# Kjærsgaard
Kjærsgaard er et dansk efternavn. Næsten 2.000 danskere bærer navnet ifølge Danmarks Statistik.

## Kendte personer med navnet
- Clement Kjersgaard (født 1975), dansk tv-vært, skribent og foredragsholder
- Erik Kjersgaard (1931-1995), dansk historiker og museumsdirektør
- Malene Kjærsgaard (født 1966), dansk atlet
- Pia Kjærsgaard (født 1947), dansk politiker
- Søren Kjærsgaard (født 1975), dansk politiker